# Rabeprazol
Rabeprazol – organiczny związek chemiczny, lek z grupy inhibitorów pompy protonowej, zmniejszający wydzielanie do światła żołądka jonów wodorowych. Jest stosowany głównie w leczeniu choroby wrzodowej.

## Mechanizm działania
Rabeprazol jest pochodną benzimidazolu, która wybiórczo i w sposób zależny od dawki hamuje pompę protonową (H+/K+ ATP-aza) zlokalizowaną w komórkach okładzinowych żołądka. Powoduje to zmniejszenie wydzielania jonów wodorowych do światła żołądka i zmniejszenie kwaśności soku żołądkowego.
Ulega rozkładowi w kwaśnym środowisku dlatego stosuje się go w formie dojelitowej.
Jest metabolizowany w wątrobie. Jego główne metabolity – tioeter i sulfon są nieaktywne biologicznie.

## Wskazania
- choroba wrzodowa żołądka i dwunastnicy
- choroba refluksowa przełyku
- eradykacja Helicobacter pylori
- zespół Zollingera-Ellisona

## Przeciwwskazania
- nadwrażliwość na lek
- nowotwór przewodu pokarmowego
- nie wolno stosować u dzieci

Należy zachować ostrożność przy ciężkiej niewydolności wątroby

## Działania niepożądane
- ból głowy
- nudności
- biegunka
- ból brzucha
- wzdęcie
- osutka
- suchość w jamie ustnej

## Preparaty
W Polsce dostępny jest pod nazwami Rabebir, Rabelinz, Rabeprazole, Ventiprax, Zolpras i Zulbex.